# Сур'япрабха

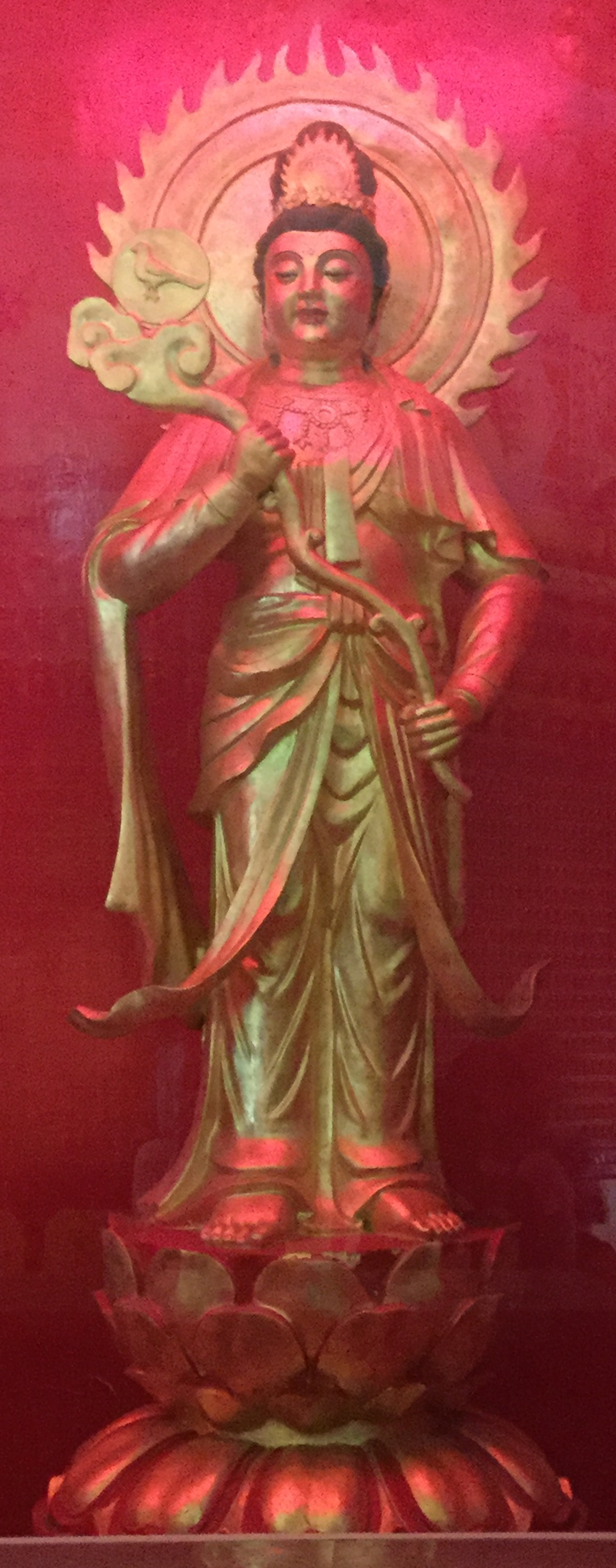
Статуя Сур'япрабхи з пагоди Т'янтан Гарден, у місті Шанту, Китай.

Сур'япрабха, Лі Гуан або Нікко — бодхісаттва, втілення сонячного світла і доброго здоров'я. Прислужує Брайсайягуру, будді-цілителю, покровителю медицини.

## Короткі відомості
Сур'япрабха особливо вшановується в Японії. У материковій Азії він частіше відомий не як бодхісаттва, а дева — буддистське божество, яке увібрало в себе культ індійського сонячного бога Сур'ї.
Згідно з махаяністською «Сутрою Будди-цілителя» Сур'япрабха освічує землю тисячею сонячних променів і знищує ними темряву, основу гріхів і страждань.
В іконографії Сур'япрабха часто виступає в парі з бодхісатвою Кандрапрабхою, втіленням місячного світла. Перший бодхісаттва тримає праву руку піднятою, а ліву опщенною; другий бодхісаттва навпаки — ліву вгорі, праву внизу. Великим і вказівним пальцем піднятої руки обидва утворюють коло. Частим атрибутом Сур'япрабхи є сонячний диск.
Одним з видатних зображень Сур'япрабхи є його бронзова статуя 8 століття, розміщена в Золотій Залі монастиря Якусідзі у Нарі, Японія. Бодхісаттва виступає складовою триптиху Брайсайягуру.